# 大西卓哉
大西卓哉（日语：／ Ōnishi Takuya，1975年12月22日—）是日本宇航员，也是历史上参加太空飞行的第11名日本人。

## 生平
大西出生于日本东京都練馬區，就读于神奈川县横滨市聖光學院高等學校。1998年毕业于东京大学工学院航空太空工程學专业，获得工学学士学位。毕业后加入全日本空輸（ANA），成为波音767机型的副驾驶。
2009年2月入选JAXA第31期宇航员培训生，4月开始在筑波宇宙中心接受国际空间站基础训练。8月来到美国NASA休斯敦林顿·约翰逊太空中心，成为第20届NASA宇航员训练班的十四名成员之一，接受了模拟舱外活动、机器人、生理训练、T-38教练机飞行和荒野生存等训练。

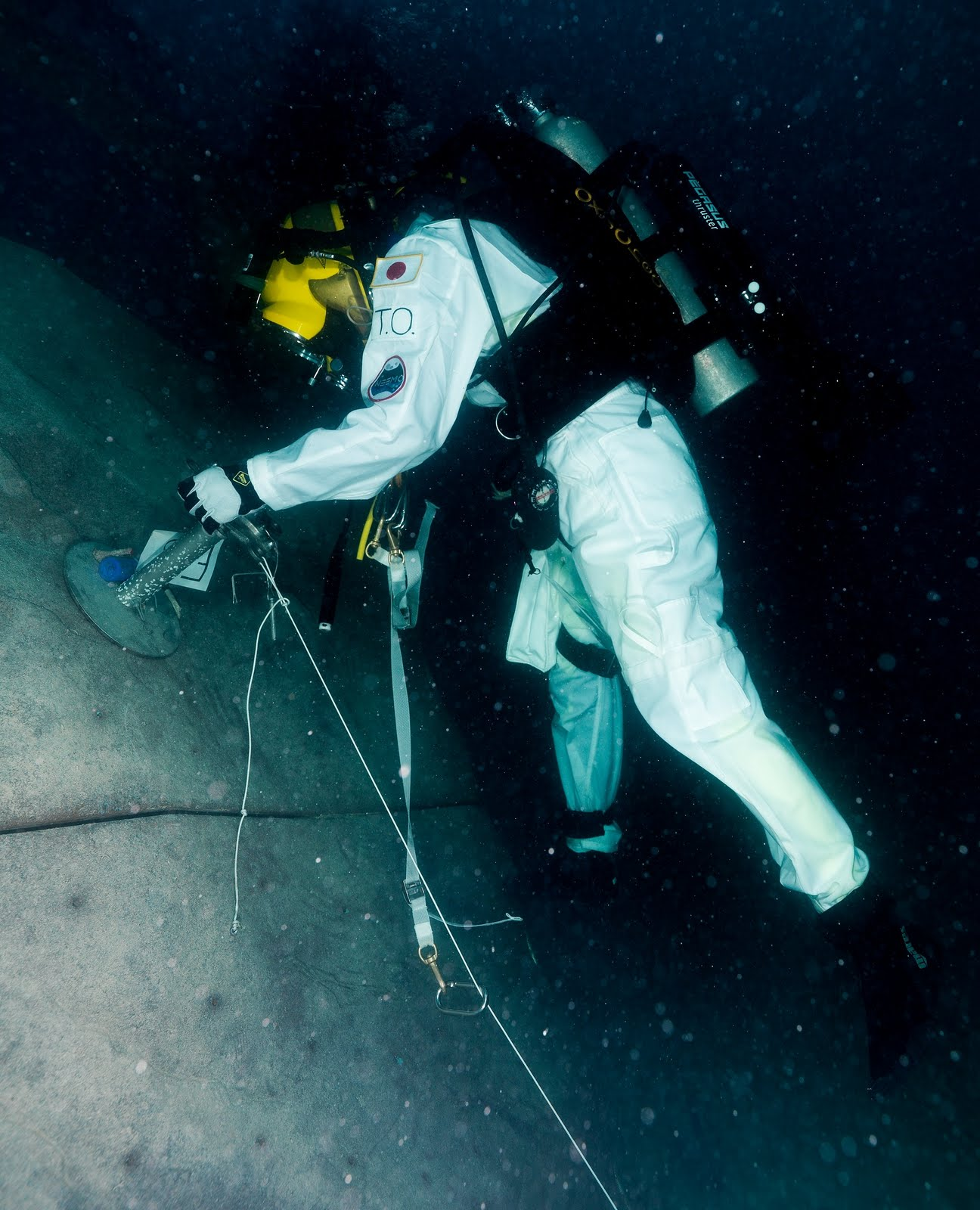
正在进行模拟小行星训练的大西

2011年10月21日，他作为NEEMO水下训练计划的一员，在佛羅里達礁島群海底的水瓶座实验室待了24个多小时，但由于飓风丽娜的影响，他们提前结束了训练。
2016年7月6日，他与俄罗斯宇航员阿纳托利·伊万尼申和美国宇航员凯瑟琳·鲁宾斯在哈萨克斯坦拜科努尔航天发射场，登上联盟号宇宙飞船前往国际空间站。10月30日安全返回地球。

## 个人生活
大西卓哉爱好飞行运动、吹奏薩克斯風、看电影和远足。